# Sminthopsis aitkeni
Sminthopsis aitkeni là một loài động vật có vú trong họ Dasyuridae, bộ Dasyuromorphia. Loài này được Kitchener, Stoddart & Henry mô tả năm 1984.